# Ludwig Barbasch
Ludwig Barbasch (* 28. August 1892 in Berlin; † 11. Juli 1967 in Wiesbaden) war ein deutscher Politiker (USPD/KAPD) und Rechtsanwalt. Er war 1919 Minister ohne Portefeuille in der Mecklenburger Revolutionsregierung.

## Leben
Nach dem Studium der Rechtswissenschaften in Berlin, Cambridge und Grenoble legte Barbasch das Referendarexamen in Berlin ab, meldete sich nach dem Ausbruch des Ersten Weltkriegs freiwillig und kämpfte im Rang eines Unteroffiziers. Nach Kriegsende 1918 wurde Barbasch an der Universität Rostock promoviert. Anfang 1919 war er als Mitglied des Soldatenrates in Schwerin an einem Aufstand von Matrosen beteiligt und war Mitgründer der Unabhängigen Sozialdemokratischen Partei Deutschlands (USPD) in Mecklenburg. Bis Juli 1919 war Barbasch Minister ohne Portefeuille in der Mecklenburger Revolutionsregierung.
Ende 1919 wurde Barbasch wegen seiner Beteiligung am Schweriner Matrosenaufstand zum Tode verurteilt, dann aber begnadigt. Anschließend wurde er in der Kommunistischen Arbeiterpartei Deutschlands (KAPD), einer Abspaltung der KPD, aktiv und hatte in der Partei 1921/22 erheblichen Einfluss. Von 1924 bis 1933 war er als Rechtsanwalt und politischer Strafverteidiger der KAPD und des Leninbundes, später der Roten Hilfe in Berlin tätig und arbeitete mit dem Rechtsanwalt Hans Litten zusammen. So zeigten Litten und Barbasch den damaligen Polizeipräsidenten von Berlin Karl Zörgiebel wegen Anstiftung zum Mord in 33 Fällen am 1. Mai 1929 an und vertraten die Nebenklage. Beide waren auch Anwälte der Nebenkläger im sogenannten Eden-Prozess, der wegen des Angriffs eines SA-Kommandos auf das von linken Arbeitern besuchte Tanzlokal Eden im Januar 1931 stattfand, in dem auch Adolf Hitler vorgeladen wurde. 
In der Nacht des Reichstagsbrandes im Februar 1933 wurde Barbasch verhaftet und war bis September 1933 in verschiedenen Konzentrationslagern interniert. Nach seiner Freilassung emigrierte Barbasch über die Schweiz und Italien nach Palästina und ließ sich als Rechtsanwalt in Tel Aviv nieder.
Barbasch war zuerst verheiratet mit Charlotte Brandt, die 1925 einen Sohn, Fedor Günther, gebar und dann im Wochenbett starb. Anfang der dreißiger Jahre lernte er, über den Rechtsanwalt Richard Marcuse, die Witwe Else Neumann, geborene Marcuse, kennen. Else hatte eine Tochter, Rosemarie, aus ihrer ersten Ehe mit dem jung gestorbenen Georg Neumann. Barbasch und Else Neumann verlobten sich im Herbst 1932. Nach seiner Freilassung aus den Konzentrationslagern emigrierten Ludwig Barbasch und Else Neumann im November 1933 nach Palästina, wo sie am 2. Mai 1934 auf dem deutschen Konsulat in Jaffa heirateten.
Nachdem sich Ludwig Barbasch für eine Anwaltstätigkeit in Palästina qualifiziert hatte, arbeitete er ab Mitte 1937 als Rechtsanwalt in Tel Aviv, unterstützt von seiner Frau, die ihm bis zu seinem Tod 1967 dreißig Jahre lang als Sekretärin zur Seite stand.
1957 kehrte Barbasch nach Deutschland zurück und arbeitete von 1958 bis 1967 in Wiesbaden als Rechtsanwalt und war vor allem mit Wiedergutmachungsfragen befasst.